# Segismundo Martínez Álvarez
Segismundo Martínez Álvarez (Acebes del Páramo, 23 febbraio 1943 – Corumbá, 21 aprile 2021) è stato un vescovo cattolico e missionario spagnolo.

## Biografia
Segismundo Martínez Álvarez nacque ad Acebes del Páramo, una località del comune di Bustillo del Páramo, il 23 febbraio 1943.

### Formazione e ministero sacerdotale
Frequentò il seminario minore salesiano di Cambados. Entrato nella congregazione dei Società salesiana di San Giovanni Bosco, il 16 agosto 1961 emise la professione solenne. Studiò filosofia nel seminario maggiore di Medina del Campo e teologia a Verona e presso l'Ateneo Pontificio Salesiano di Torino. In seguito si laureò in pedagogia e in economia, scienze amministrative e contabilità presso l'Università Cattolica "Don Bosco" di Campo Grande.
Il 2 luglio 1972 fu ordinato presbitero ad Acebes del Páramo. Venne quindi inviato in Brasile come missionario. In seguito fu coordinatore pastorale, professore ed economo preso la Facoltà di contabilità e scienze attuariali dell'Alto Nord-Est ad Araçatuba e presso la scuola salesiana di Alto Araguaia; economo-amministratore delle opere salesiane e vice-rettore dell'Università Cattolica "Don Bosco" di Campo Grande; membro del consiglio presbiterale, del collegio dei consultori e del consiglio di gestione del patrimonio dell'arcidiocesi di Campo Grande; direttore delle comunità di Corumbá e Campo Grande; direttore del collegio "Santa Teresa" di Corumbá; economo ispettoriale (provinciale) con sede a Campo Grande e vicario parrocchiale della parrocchia di Nostra Signora di Guia, nell'arcidiocesi di Cuiabá, dal 2002.

### Ministero episcopale
Il 7 dicembre 2004 papa Giovanni Paolo II lo nominò vescovo di Corumbá. Ricevette l'ordinazione episcopale il 30 gennaio successivo  nell'Hotel Fazenda Mato Grosso di Cuiabá dall'arcivescovo metropolita di Cuiabá Mílton Antônio dos Santos, co-consacranti il vescovo di Jardim Bruno Pedron e quello di Cruz Alta Frederico Heimler. Prese possesso della diocesi il 19 marzo successivo.
Nel settembre del 2009 compì la visita ad limina.
Il 19 dicembre 2018 papa Francesco accettò la sua rinuncia al governo pastorale della diocesi per raggiunti limiti di età.
Il 28 marzo 2021 fu ricoverato all'ospedale Cassems di Corumbá per COVID-19. Il 7 aprile venne trasferito nel reparto di terapia intensiva. Le sue condizioni non migliorarono e venne programmato un intervento di tracheotomia   ma non fu possibile eseguirlo in quanto gli venne diagnosticata anche una miastenia gravis. Morì per complicazioni della malattia nel primo pomeriggio del 21 aprile all'età di 78 anni.
Le esequie si tennero il giorno successivo alle ore 10 nel santuario di Nostra Signora Ausiliatrice a Corumbá e furono presiedute da monsignor Dimas Lara Barbosa, arcivescovo metropolita di Campo Grande e presidente della Conferenza episcopale regionale Ovest I. Nel primo pomeriggio dello stesso giorno fu sepolto nel cimitero della Santa Croce della stessa città.

## Genealogia episcopale
La genealogia episcopale è:
- Cardinale Scipione Rebiba
- Cardinale Giulio Antonio Santori
- Cardinale Girolamo Bernerio, O.P.
- Arcivescovo Galeazzo Sanvitale
- Cardinale Ludovico Ludovisi
- Cardinale Luigi Caetani
- Cardinale Ulderico Carpegna
- Cardinale Paluzzo Paluzzi Altieri degli Albertoni
- Papa Benedetto XIII
- Papa Benedetto XIV
- Papa Clemente XIII
- Cardinale Marcantonio Colonna
- Cardinale Giacinto Sigismondo Gerdil, B.
- Cardinale Giulio Maria della Somaglia
- Cardinale Carlo Odescalchi, S.I.
- Vescovo Eugène de Mazenod, O.M.I.
- Cardinale Joseph Hippolyte Guibert, O.M.I.
- Cardinale François-Marie-Benjamin Richard de la Vergne
- Cardinale Pietro Gasparri
- Cardinale Carlo Chiarlo
- Cardinale Alfredo Vicente Scherer
- Cardinale Aloísio Leo Arlindo Lorscheider, O.F.M.
- Cardinale Cláudio Hummes, O.F.M.
- Arcivescovo Mílton Antônio dos Santos, S.D.B.
- Vescovo Segismundo Martínez Álvarez, S.D.B.